# Santuario di Tindari

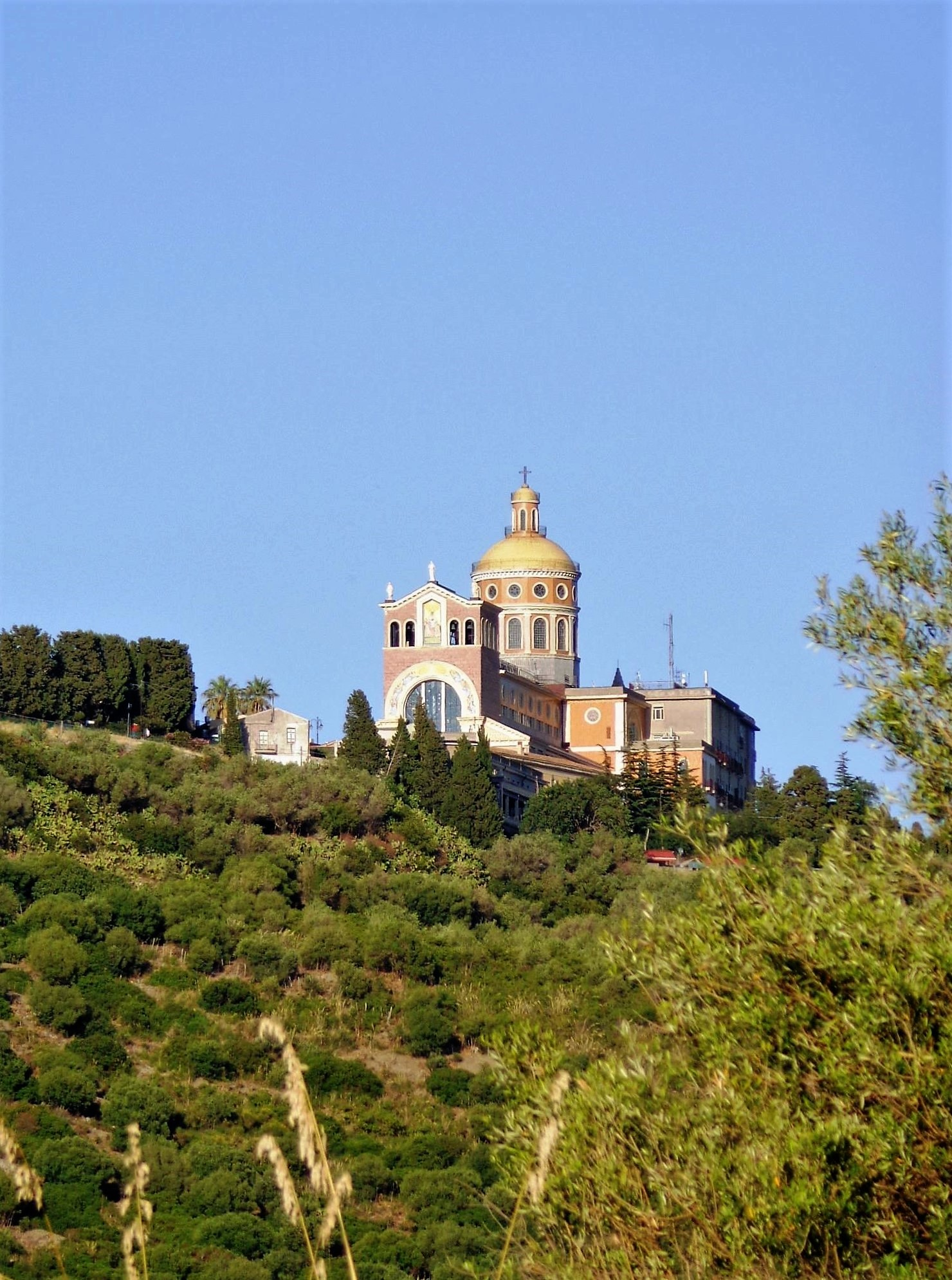
Santuario di Tindari, veduta dalla Strada Statale 113 direzione Patti.

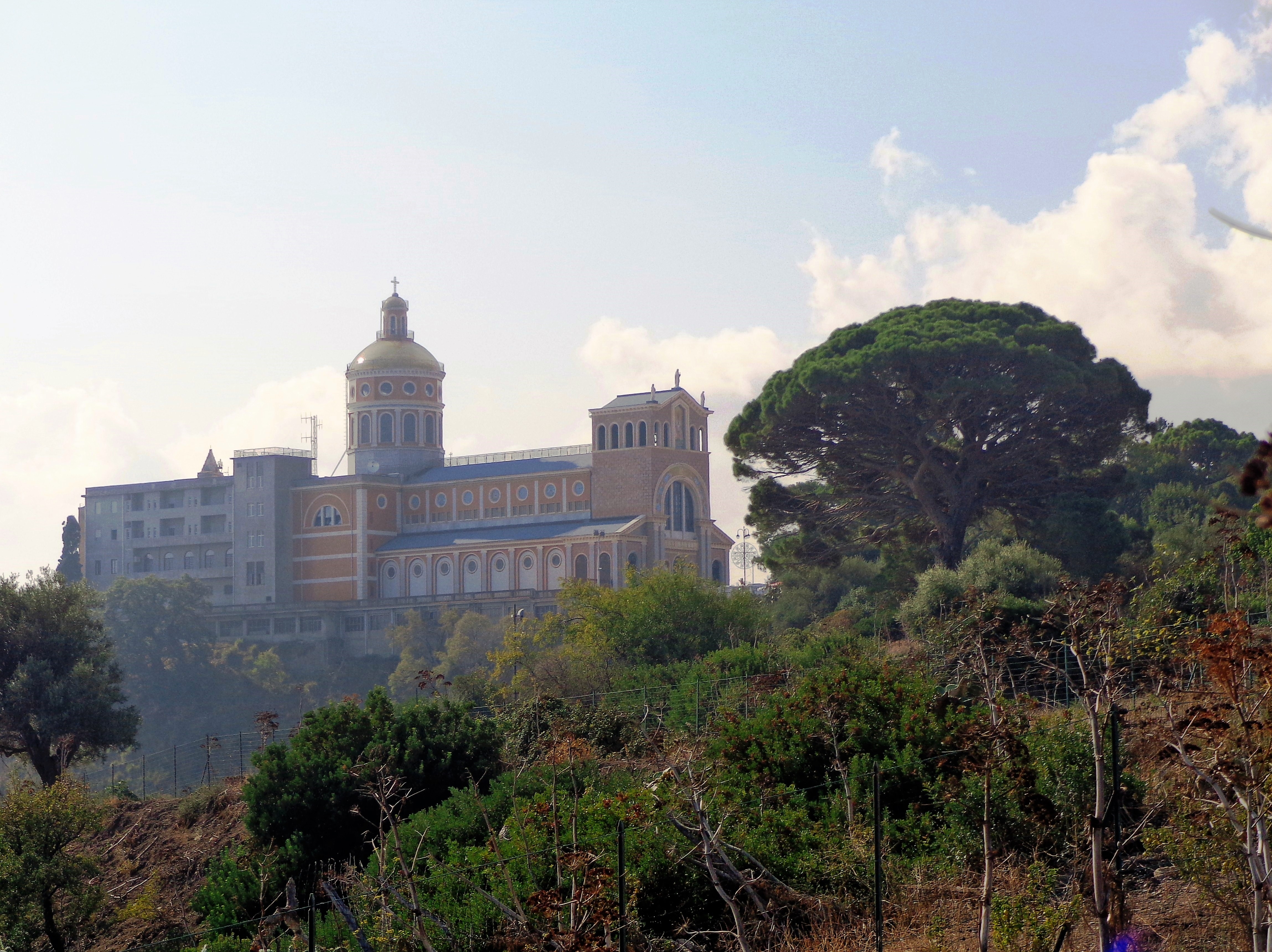
Veduta del santuario dall'area archeologica.

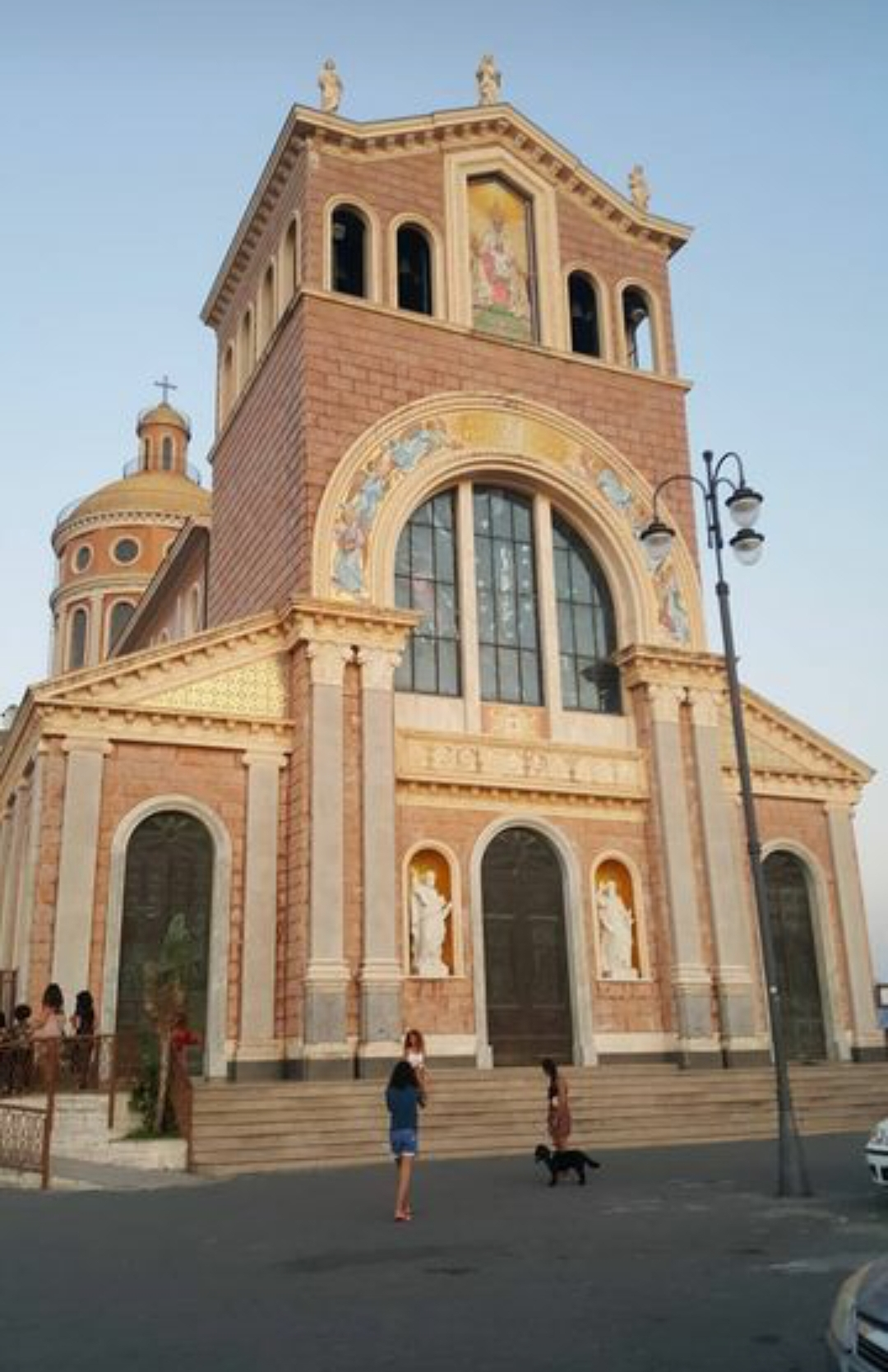
Facciata del santuario

La Basilica Santuario di Maria Santissima del Tindari o santuario di Tindari o santuario della Madonna Nera o primitiva cattedrale di Tindari si trova a Tindari, frazione di Patti, nella città metropolitana di Messina. Sorge sulla sommità del colle omonimo e domina i laghetti di Marinello inseriti nell'omonima riserva naturale orientata.
L'edificio attuale identifica e ricopre l'area dove esisteva la primitiva fortezza o castello di Tindari, la cui esistenza è documentata dalla presenza di merli o coronature nei preesistenti edifici di culto, che rafforzano la tesi di antiche chiese ricavate in primitivi edifici fortificati.
L'8 settembre 2018 viene elevato a basilica minore da papa Francesco.

## Storia

### Origini

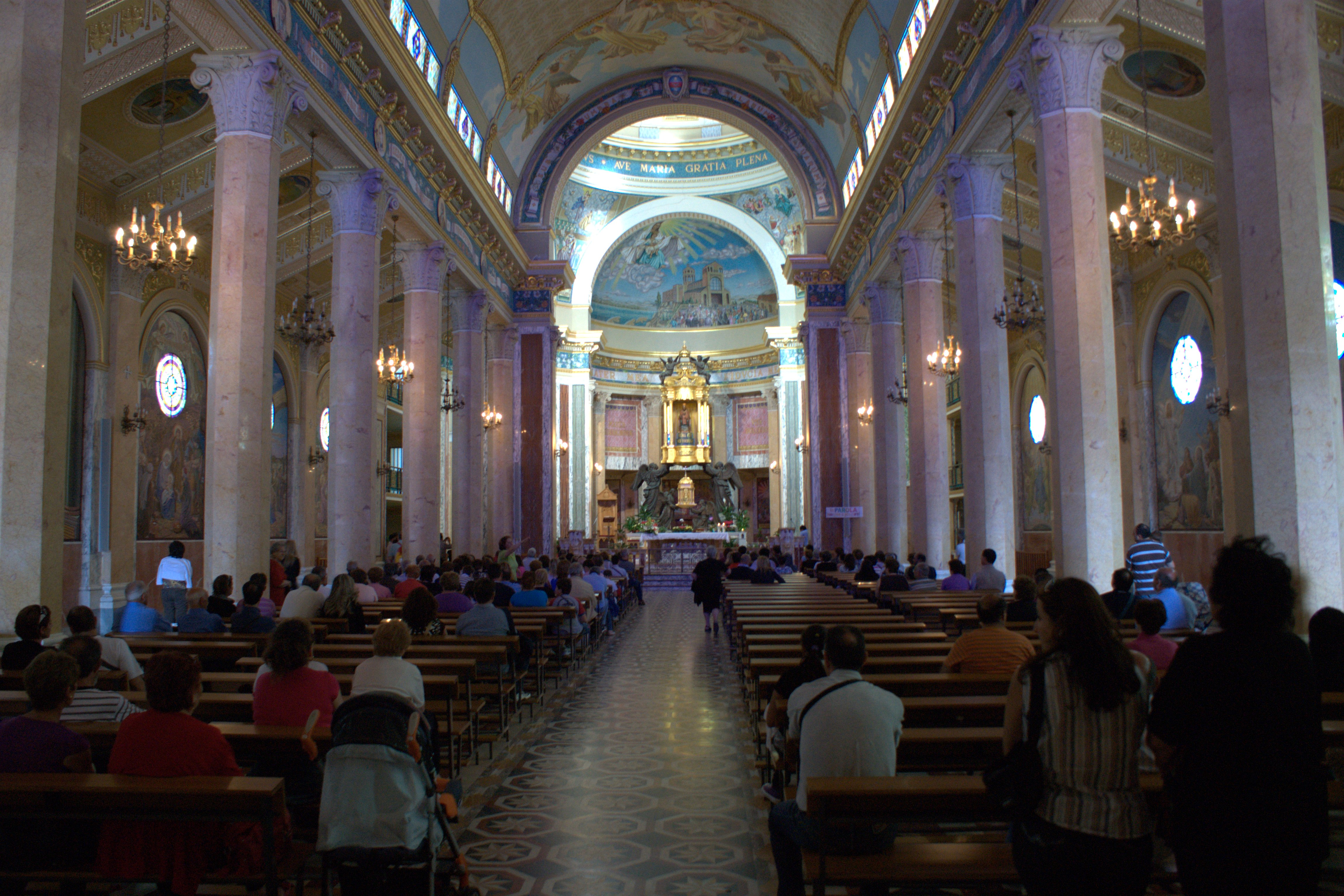
Interno

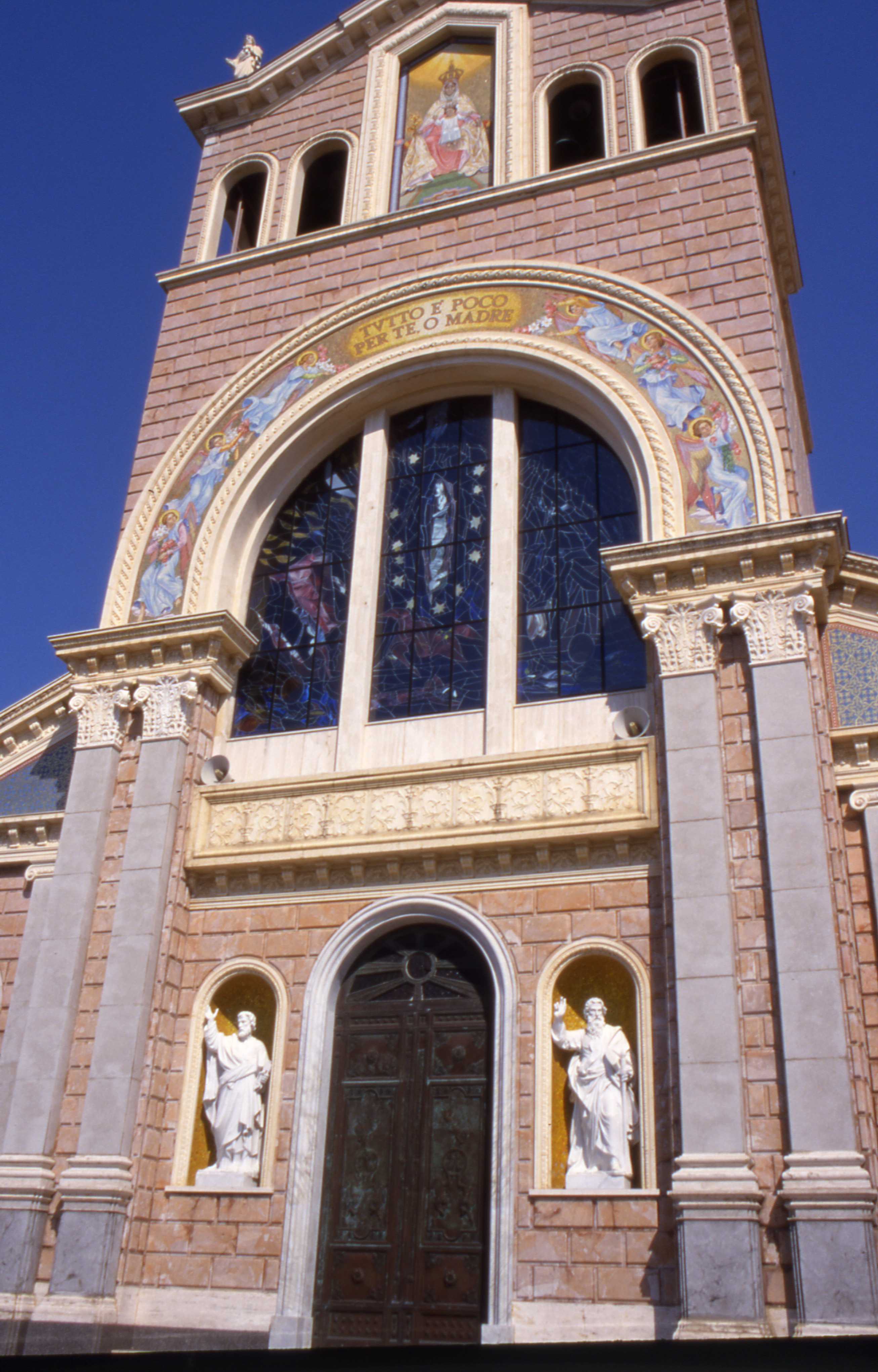
Facciata campanile

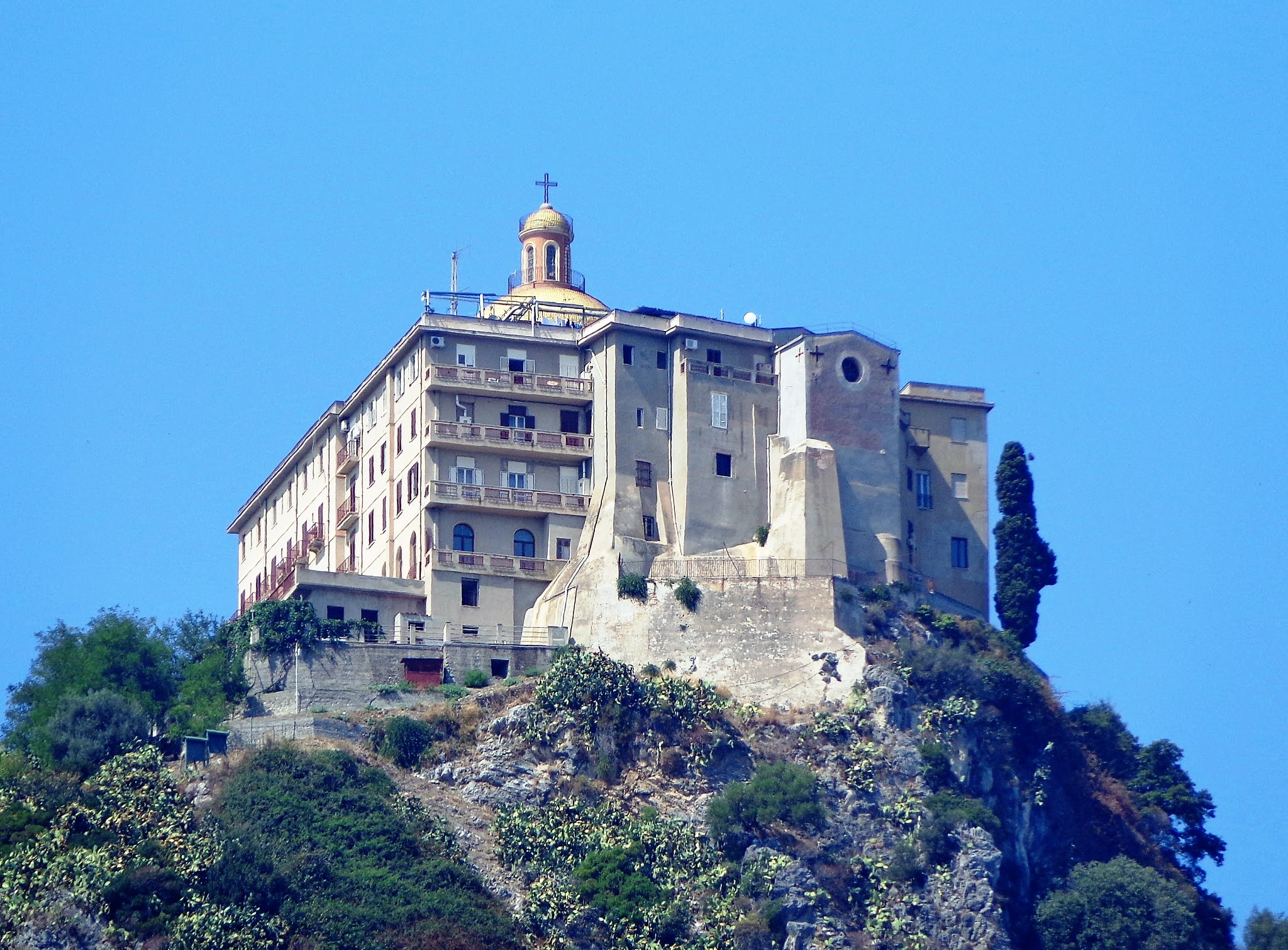
Il prospetto orientale visto dai Laghetti.

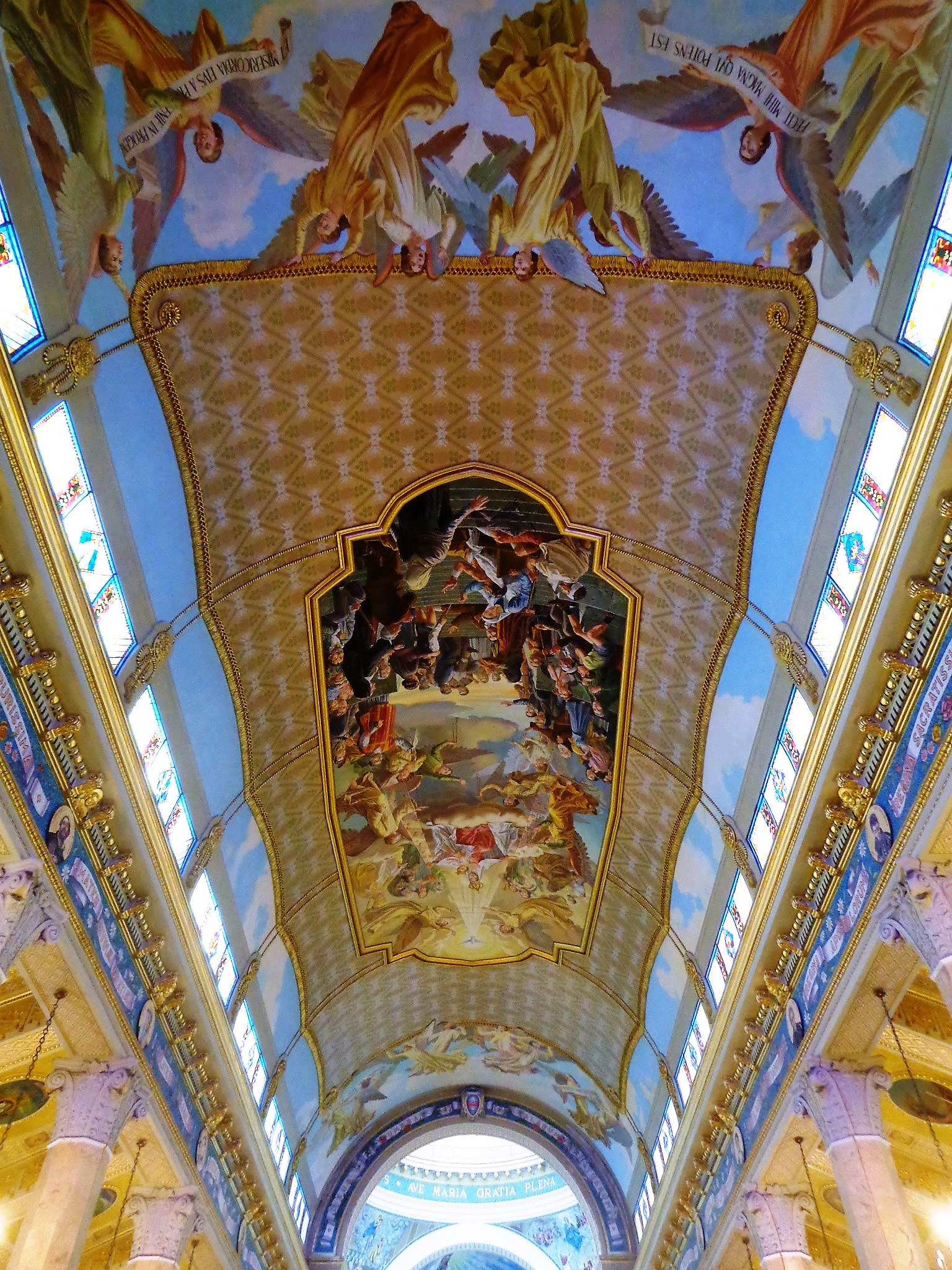
Navata centrale.

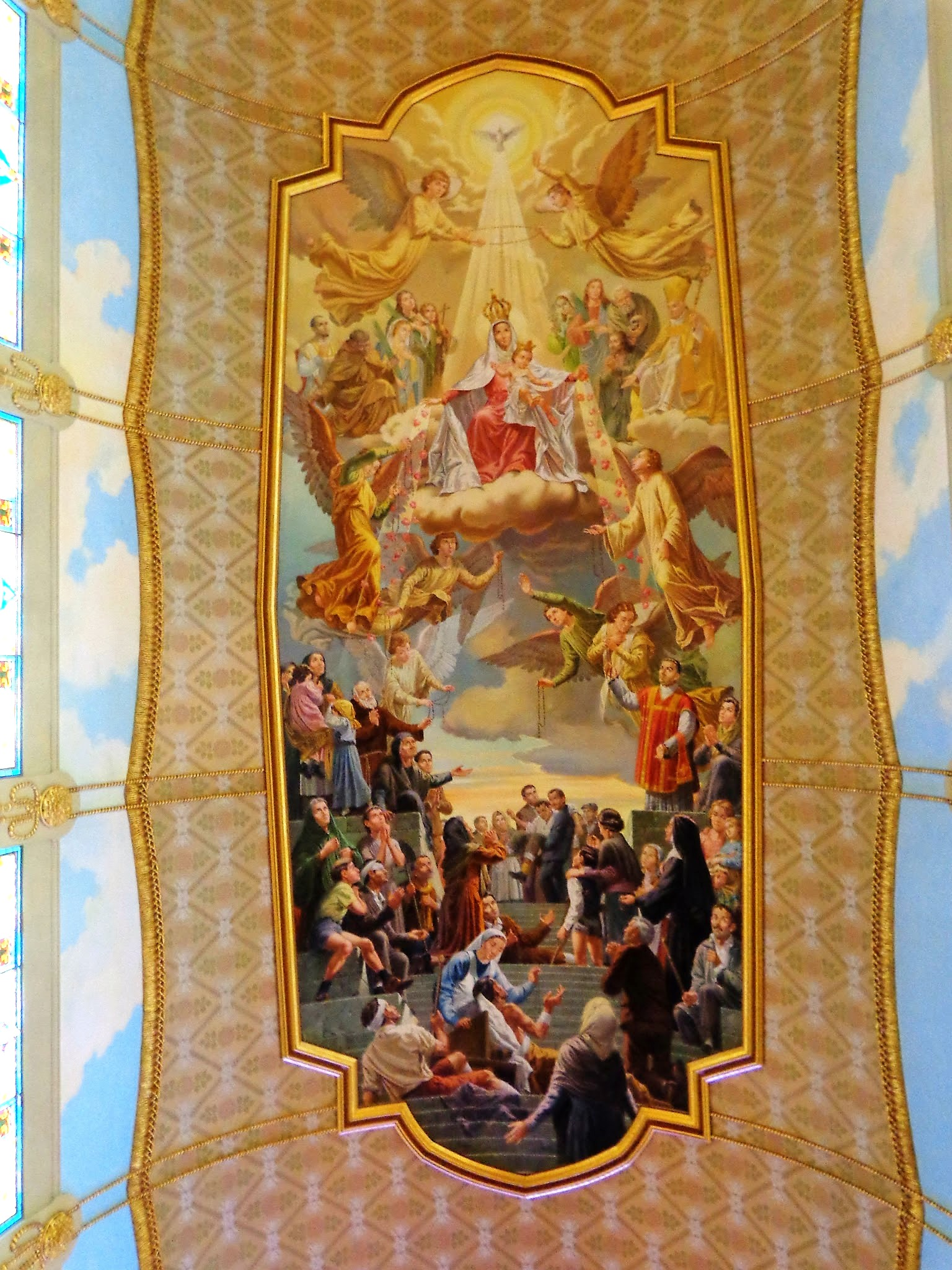
Affresco della navata centrale.

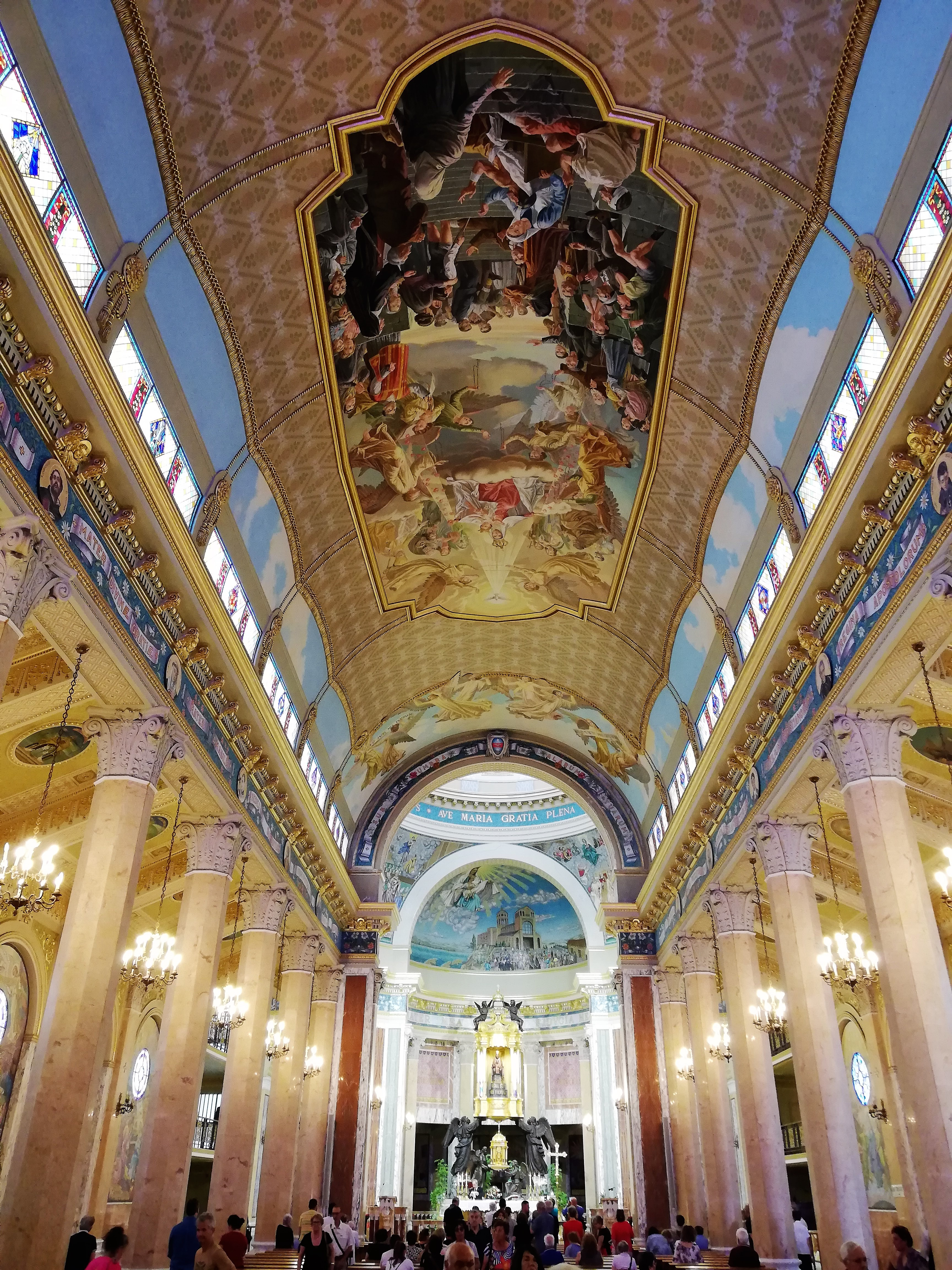
Navata e abside.

L'acropoli di Tindari occupa l'ampia parte sommitale costituita da un insieme di rocche tra loro raccordate. L'attuale area archeologica, l'antica colonia greca di Tyndaris, occupa la parte più pianeggiante sull'asse est - ovest costituita dalla "strada imperiale", esposta a settentrione e digradante in direzione Patti.
- 396 a.C., Tyndaris colonia greca è fondata dal tiranno di Siracusa Dionisio il Vecchio per i profughi spartani alla fine della guerra del Peloponneso 404 a.C.. La colonia e la città, insediamento da stanziamento di Locresi, Messeni e Medmei al servizio di Aristotile, mercenari greci originariamente alleati dei Tiranni di Siracusa[4]  nascono come concessione del territorio a titolo di risarcimento per la mancata corresponsione dell'ingaggio dopo l'allontanamento forzato del loro condottiero. I nuovi coloni particolarmente devoti ai Dioscuri, Castore e Polluce, secondo la leggenda figli di Giove e di Leda, già moglie di Tindaro re di Sparta. Popolazioni altrimenti note come Tìndaridi, da qui la denominazione della colonia in Tìndaride e della città chiamata Tindari (Τύνδαρις, Týndaris).[5] I Dioscuri furono eletti protettori pagani della città, circostanza attestata dalle riproduzioni raffigurate su monete rinvenute durante gli scavi archeologici. Le accezioni Týndaris, Tindari, Tindaro, Tyndaritano furono dunque estese alla diocesi e associate al particolare, sentito, diffuso culto cristiano della Vergine Maria. Nucleo cittadino costituito da:
  - cinta muraria della città;
  - teatro greco - romano;
  - basilica;
  - domus imperiali, abitazioni e negozi;
  - terme;
  - mosaici;
  - museo.

L'attuale fulcro religioso, pur inserito all'interno delle fortificazioni, occupa l'estremità orientale a picco sul mare. La posizione d'avvistamento strategica spazia sulla porzione del golfo di Patti compreso tra le Isole Eolie a nord, la penisola di Milazzo a est e l'intera catena dei Peloritani a sud.
- 535 - 836, Diocesi di Tindari o Dioecesis Tyndaritana. In epoca bizantina la città di Tindari è sede episcopale già dal V secolo. La Cattedrale fortezza occupa e ingloba l'area del tempio dedicato a Cerere posta sulla rocca di levante.

Nell'ultimo decennio del VI secolo, la corrispondenza personale di Papa Gregorio Magno fa riferimento a due vescovi: Eutichio e Benenato, che assieme ai due alti prelati Severino e Teodoro, costituiscono la cronotassi della primitiva diocesi di Tindari.

### Dai Bizantini al Regno di Sicilia
- VIII secolo ca., santuario primitivo, il simulacro è posto nell'area del tempio dedicato a Cerere.
- 836 - 837, Soppressione della diocesi di Tindari. La località è espugnata dall'armata di al-Fadl ibn Yaʿqūb sostituito a settembre da un nuovo governatore, il principe aghlabide Abū l-Aghlab Ibrāhīm b. ʿAbd Allāh b. al-Aghlab, cugino dell'emiro Ziyādat Allāh. La flotta musulmana, condotta da al-Fadl ibn Yaʿqūb, devasta le Isole Eolie, espugna diverse fortezze sulla costa settentrionale della Sicilia, tra cui Tyndaris, come riferisce lo storico Michele Amari cultore orientalista di storia islamica. Per le ben note vicende piratesche e corsare, assieme alla soppressa diocesi di Taormina, Tindari è assorbita dalla diocesi di Messina. Anche la corte vescovile di quest'ultima, per i continui assalti nello Stretto, è costretta a riparare temporaneamente presso la protetta e interna diocesi di Troina.

Nell'anno 886 Teodoro metropolita siracusano documenta la celeberrima Diva Virgo in Castello Tyndaritano.
Il viaggiatore storiografo Idrisi al servizio della corte normanna di re Ruggero II di Sicilia dopo il 1145 documenta nell'opera Il libro di Ruggero l'esistenza dei seguenti luoghi di culto:
- 1110, nei pressi delle rovine dell'antica Tindari sorge il monastero di Sant'Elia di Scala o di Sant'Elia di Burracha di Oliveri, di rito greco.
- 1110, chiesa della Santa Genitrice di Dio o di Santa Maria de lo Plano di Oliveri, dipendenza del monastero di Santa Maria di Gala di Barcellona Pozzo di Gotto.
- 1178, chiesa di San Giovanni di Oliveri, edificata per volontà di Ruggero II di Sicilia.

Assieme alla fortificazione di Tindari:
- XII secolo, castello di Adelasia di Patti, della primitiva fortificazione araba costruita su una necropoli del neolitico, identificabile nel periodo normanno come la ricostruzione avvenuta per opera di Adelasia del Vasto terza moglie del gran conte Ruggero madre di Simone d'Altavilla e del re Ruggero II di Sicilia. Sull'area delimitata dai ruderi e col materiale parzialmente riutilizzato, oggi sorge la cattedrale di San Bartolomeo di Patti, una delle quattro della provincia di Messina edificate espressamente per volontà del gran conte Ruggero.
- XII secolo, castello Liviri di Oliveri, costruzione edificata per opera del gran conte Ruggero.
- 1148, tonnara medievale di Oliveri.
- 1105, mulini ad acqua medievali di Furnari. Concessione della regina Adelasia del Vasto al monastero di Santa Maria di Gala.
- XII secolo, mulini ad acqua medievali di Patti. Concessione della regina Margherita di Navarra moglie di Guglielmo I di Sicilia al monastero del Santissimo Salvatore di San Marco del Casale di Palegre.
- 1282, Pietro III d'Aragona tramite il cronista Bartolomeo da Neocastro documentano la chiesa dedicata alla Vergine contemplandola da Argimusco nell'opera Historia sicula.

### Dal Regno di Sicilia durante la Dinastia Aragonese al Viceregno di Sicilia
- XIV secolo, Pietro II di Sicilia affida le terre al cugino Bonifacio d'Aragona definito signore della rocca di Tindari.
- 1315, la custodia del castrum di Tindari è a carico della diocesi di Patti, re Federico IV di Sicilia ordina al vescovo di affidare terre a Oddone Mancuso castellano di Tindari.
- 1359, la città di Tindari è citata come castrum.
- 1360, il possedimento è assegnato a Vinciguerra d'Aragona barone di Militello regnante Federico IV di Sicilia.[6]
- 1365, le capitanie e castellanie di Patti, Tindari, Alcara li Fusi e Sant'Angelo di Brolo sono concesse a vita a Vinciguerra d'Aragona.
- XV secolo prima metà, la fortificazione di Tindari è citata come castello.
- 1409, l'esistenza di una bombarda di metallo presso la fortezza consolida l'ipotesi di fortificazione a carattere difensivo.
- 1502 - 1504, scorrerie compiute da Khayr al-Din Barbarossa col fratello Aruj Barbarossa contro le località di tutte le coste della Sicilia.
- 1510 - 1512 - 1514, raffica di assalti compiuti da Elias insieme ai fratelli Khayr al-Din Barbarossa e Aruj Barbarossa con attacchi sistematici dei porti e delle località di Lipari e Tindari.
- 1544 luglio, l'assalto dell'armata corsara turco - ottomana capitanata dall'ammiraglio Khayr al-Din Barbarossa e dal comandante Rais Dragut futuro successore, insidia la costa tirrenica siciliana, devasta l'isola di Lipari. Le scorrerie s'inseriscono in un contesto molto ampio e comprendono il saccheggio della chiesa - fortezza di Tindari, la distruzione dell'abitato e cittadella fortificata di Patti, l'incendio della cattedrale di San Bartolomeo e l'espugnazione di Lipari, l'assedio dell'abitato protetto dal castello di Santa Lucia del Mela, la minaccia d'assalto alla cittadella fortificata di Milazzo.

Le continue incursioni s'inseriscono nel contesto delle dispute sul dominio nel Mediterraneo tra flotte turco - ottomane contro spagnoli, annosa questione risolta con la disfatta del fronte orientale nella battaglia navale di Lepanto del 1571.
- 1552 - 1598, santuario antico, ricostruzione del luogo di culto. Nel 1558 nel punto più alto della rocca, ove sorgeva la fortezza, lo storico, archeologo e teologo Tommaso Fazello documenta la chiesa di Santa Maria de Tindáro.[7]
- 1578, i cartografi architetti Tiburzio Spannocchi e Camillo Camilliani documentano la chiesa del Tindaro come una fortezza merlata.

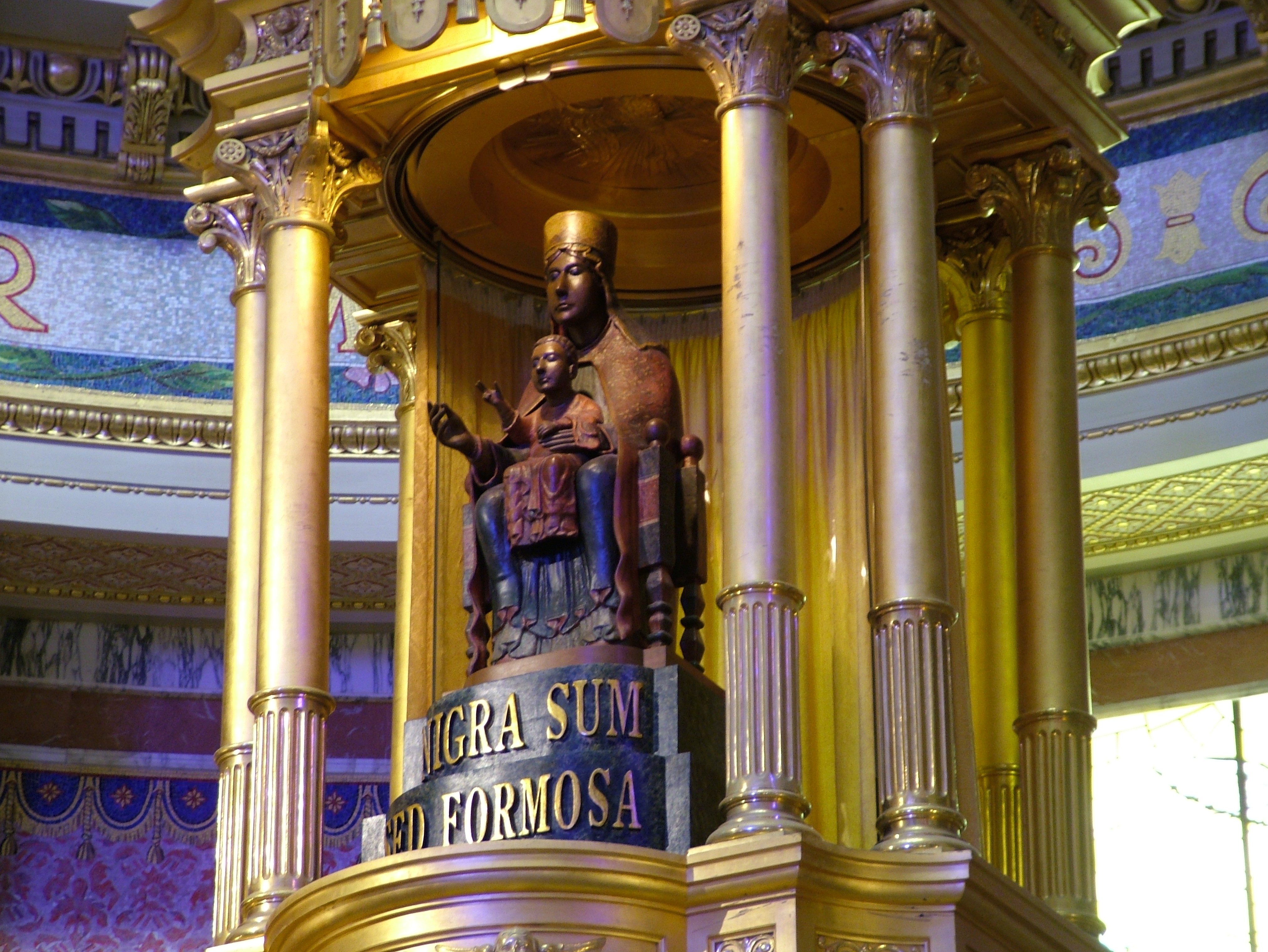
L'icona

## L'origine del culto
Secondo la tradizione la statua bizantina della Madonna nera di Tindari, proveniente dall'Oriente per sfuggire alla persecuzione iconoclasta, impedì alla nave che la trasportava di ripartire, dopo che si era rifugiata nella baia di Tindari presso i laghetti di Marinello per sfuggire a una tempesta.
I marinai depositarono a terra via via il carico, pensando che fosse questo a impedire la partenza, e solo quando vi portarono anche la statua la nave poté riprendere il mare. Questo fatto fu interpretato come il desiderio della Vergine di rimanere in quel luogo. La statua fu portata quindi sul colle soprastante, dentro una piccola chiesa che dovette in seguito essere più volte ampliata per accogliere i pellegrini, attratti dalla fama miracolosa del simulacro.
La scultura lignea (in cedro del Libano), orientaleggiante, è databile tra la fine del secolo VIII e i primi decenni del secolo IX. La Madonna è nera, con un caratteristico volto lungo non facilmente riscontrabile in altre statue religiose, ed è una Theotókos Odigitria rappresentata come Basilissa, ossia come "Regina", mentre regge in grembo il Bambin Gesù che tiene la mano destra sollevata e benedicente. Sul capo è posta una corona o un turbante di tipo orientale. Sotto il trono, la scritta "Nigra Sum Sed Formosa" riprende la frase del Cantico dei Cantici 1,5, e significa letteralmente "Sono nera ma bella".

## Santuario antico

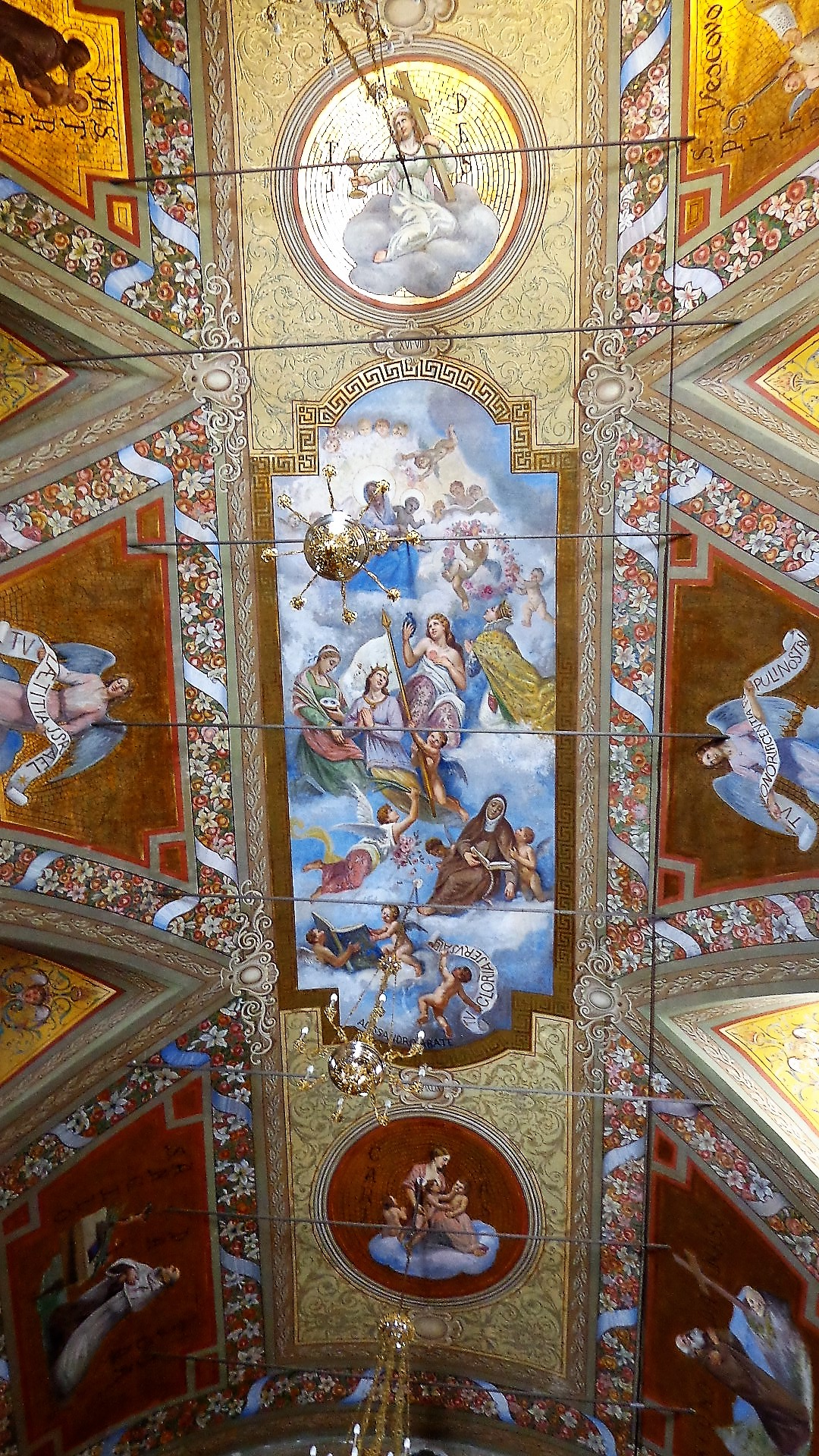
Affreschi volta santuario antico

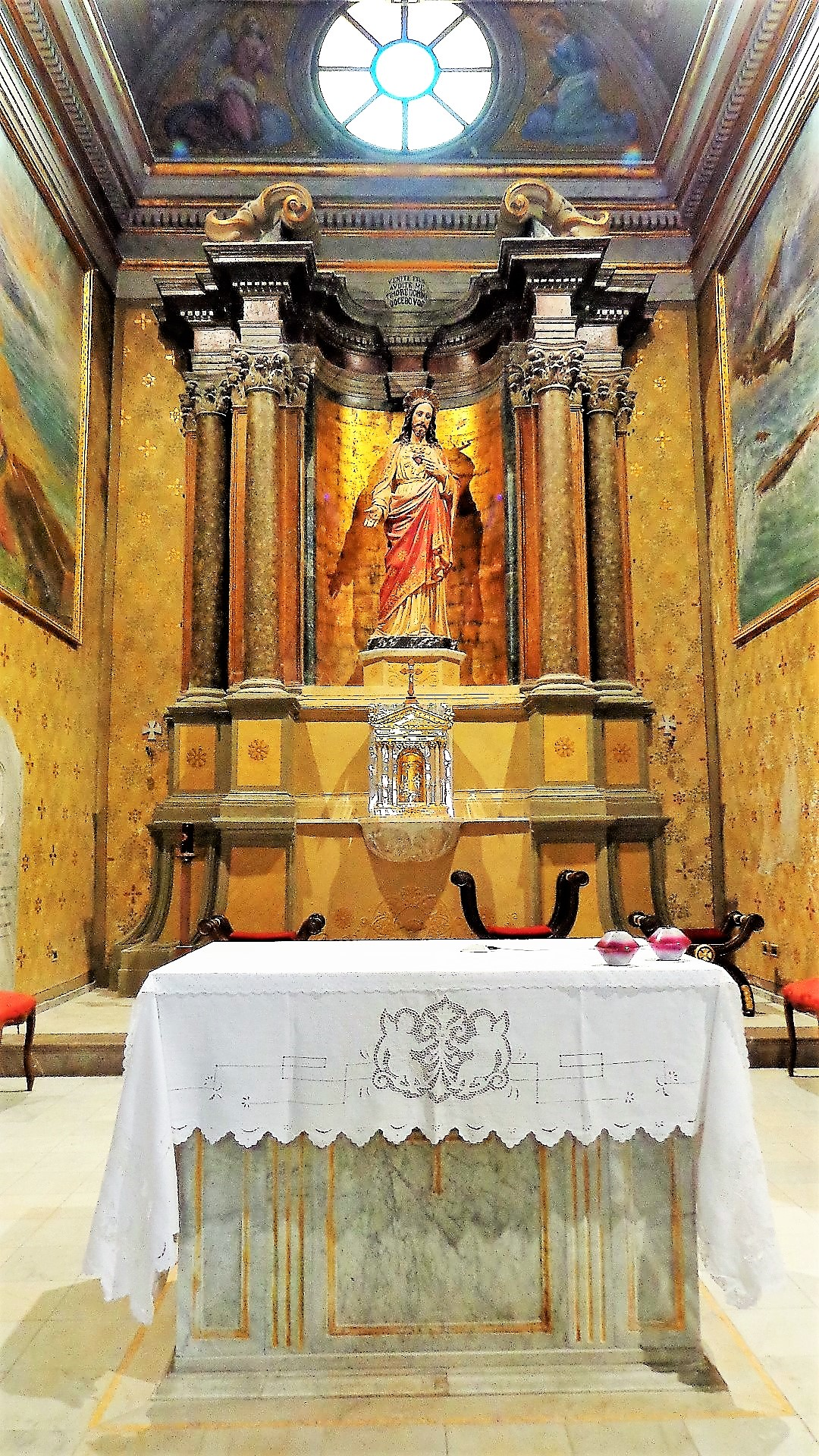
Altare maggiore

Sono pochissimi i manufatti risparmiati dalla distruzione araba, alla devastazione non scampa la chiesa ove probabilmente, sarebbe già stata portata l'icona. Secondo la tradizione orale il simulacro approda a Oliveri ed è custodito a Tindari nel periodo in cui la città è dominata dai Bizantini 535 - 836, mentre in Oriente dilaga la persecuzione iconoclasta opera dell'imperatore Leone III Isaurico.
- 1544, il saccheggio perpetrato dall'ammiraglio Khayr al-Din Barbarossa e dal comandante Rais Dragut futuro successore, demolisce parzialmente il santuario del Tindari, lo priva delle campane ma risparmia la venerata immagine della Madonna bruna.
- 1552, Bartolomeo Sebastiani vescovo di Patti lo ricostruisce ampliandolo con l'aggiunta dei locali per l'alloggio del personale addetto al culto. Sulla bugna - chiave di volta del portale d'ingresso è scolpito l'anno di completamento 1598.
- 1890-1908, Giovanni Previtera, vescovo di Patti,  incrementò il seminario, institui' ufficialmente il santuario di Tindari, e profuse somme ingenti per il restauro e l'ampliamento del Santuario di Tindari e del Palazzo Arcivescovile, trasformò il vecchio Monastero delle Clarisse nel moderno Istituto della Sacra Famiglia, si adoperò per l'istituzione di scuole umanistiche, religiose e professionali; fondò, per combattere l'usura, una Banca Cattolica, fece costruire oratori e ricreatori per la gioventù, promosse infine e diffuse con il giornale Il Tindari la stampa cattolica.
- 1925 - 1927, fotografie d'epoca illustrano l'antico santuario come un complesso fortificato, sulla spianata antistante sono documentate svariate cappelle votive.

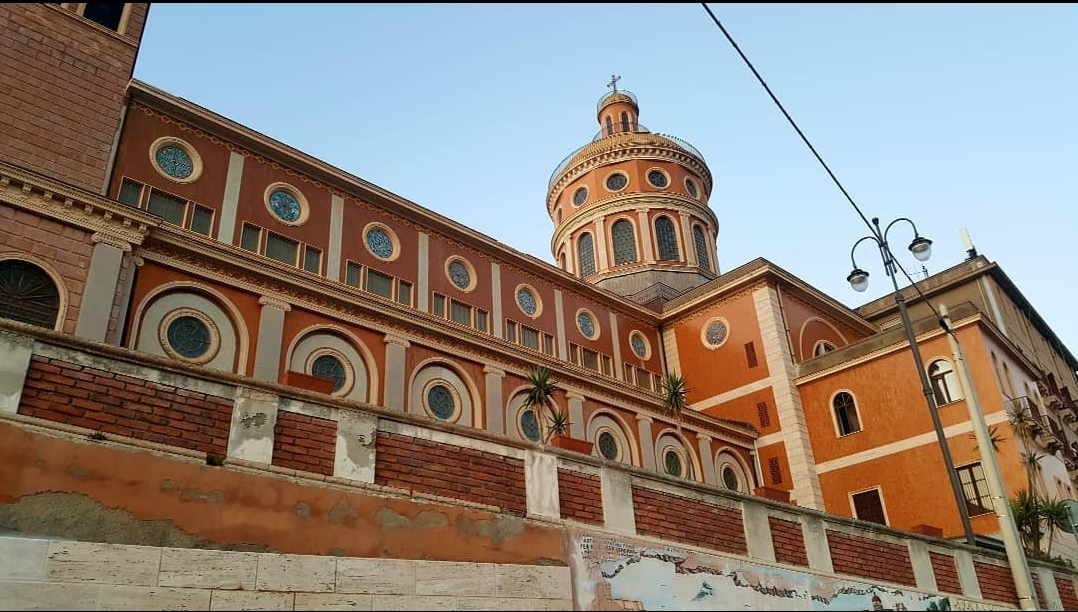
Santuario

### Facciata
Prospetto a capanna inserito fra campanili. Il rilievo dell'arco del portale è realizzato in bugnato assieme alla superficie del primo ordine della parete esterna della facciata. Il secondo ordine è contraddistinto da una finestra circolare sovrastante l'ingresso. Un timpano triangolare con la dedica "AVE MARIA" costituisce il terzo ordine.
Semplici cornici abbelliscono gli ordini inferiori dei campanili. Stelle a otto punte, ricavate dalla sovrapposizione di quadrati sfalsati, ornano gli ordini centrali. Al terzo ordine a destra monofore su ogni lato arricchiscono la cella campanaria, a sinistra un oculo cieco ospita il quadrante dell'orologio. Cuspidi con base quadrata chiudono il quarto ordine delle torri, a sinistra è presente un incastellamento campanario esterno minore.
Sulla controfacciata sormonta il portale il dipinto raffigurante il Corteo processionale che accompagna il simulacro dalla spiaggia all'acropoli. É documentato un olio su tela raffigurante Santa Febronia, Patrona di Patti, condotta in cielo da un angelo, opera di Guglielmo Borremans.
Santa Febronia viene istituita Patrona di Patti dal vescovo Giovanni Previtera.

### Altare maggiore
- Altare maggiore: altare dedicato al Sacro Cuore di Gesù. L'elevazione è costituita da una doppia coppia di colonne, quelle interne aggettanti sormontate da timpani a ricciolo simmetrici. Al centro lo stemma con fregi reca l'iscrizione "VENITE FILII, AVDITE ME, TIMORE DOMINI, DOCEBO VOS". Temporaneamente l'ambiente ha ospitato il simulacro della Madonna, oggi è presente la statua del Sacro Cuore di Gesù, al centro un ricco tabernacolo argenteo. Uno degli ultimi baluardi dei riti officiati ad orientem terminati con la realizzazione del moderno altare versus populum.

Nel presbiterio due quadroni raffigurano rispettivamente: 
- ?, Venerazione dell'icona raffigurante gli attimi successivi l'apertura della cassa contenente il simulacro;
- ?, Il recupero raffigurante il salvataggio della cassa con l'ausilio delle reti dei pescatori.

### Navata destra
- Volta e nicchia contenente la statua raffigurante San Giuseppe e Gesù fanciullo.
- Cappella di Maria Santissima del Tindari altare dedicato alla Madonna del Tindari. Animati manufatti in stile barocco con baldacchino in altorilievo di stucco e colonne tortili. Una prima coppia di putti alati sorreggono il baldacchino coronato dal quale diparte un manto con motivi fitoformi che svela la nicchia centrale nella quale è custodita una riproduzione dell'icona realizzata da Salvatore Rizzuti nel 1997. Una seconda coppia di putti sostiene e tende il drappeggio allargato e ricadente in ricche pieghe esaltanti la frangia decorativa, che occupa tutta la parete creando un effetto scenografico di elevato impatto artistico e visivo. Sulla trabeazione un'altra coppia d'angioletti regge lo stemma coronato, sulle cimase del timpano a riccioli, altri putti si protendono verso il soffitto riproducente la volta celeste con l'enorme raggiera  centrale. Un paliotto ad intarsi marmorei con tre scene abbellisce la mensa. Numerose teste di putto alate decorano i plinti e l'arco, frequente il tema della conchiglia allegoria del pellegrinaggio terreno.

Un varco sul lato sinistro conduce nell'ambiente con finestra sui laghetti, alle pareti numerosi ex-voto.

### Navata sinistra

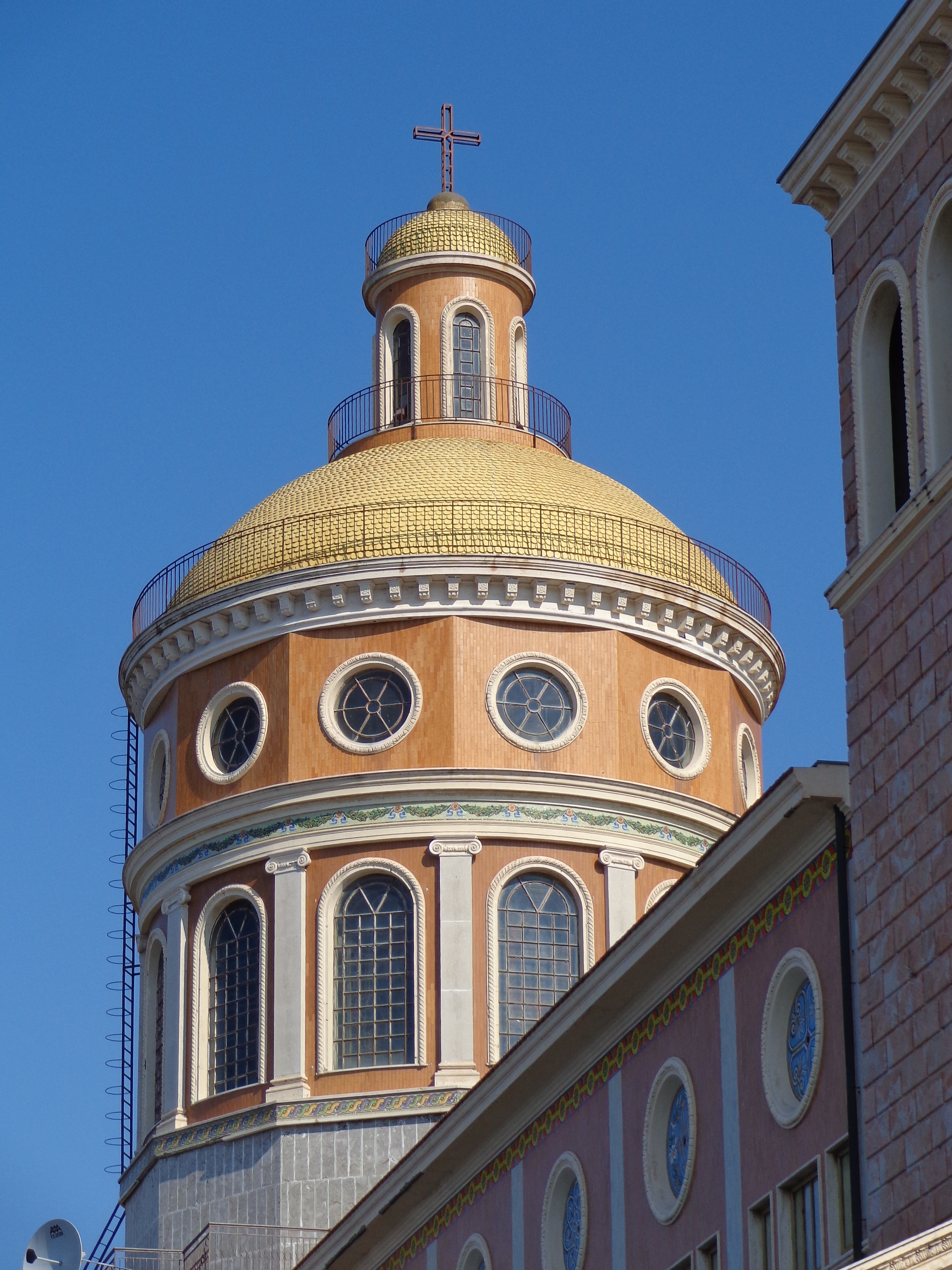
Cupola del nuovo santuario.

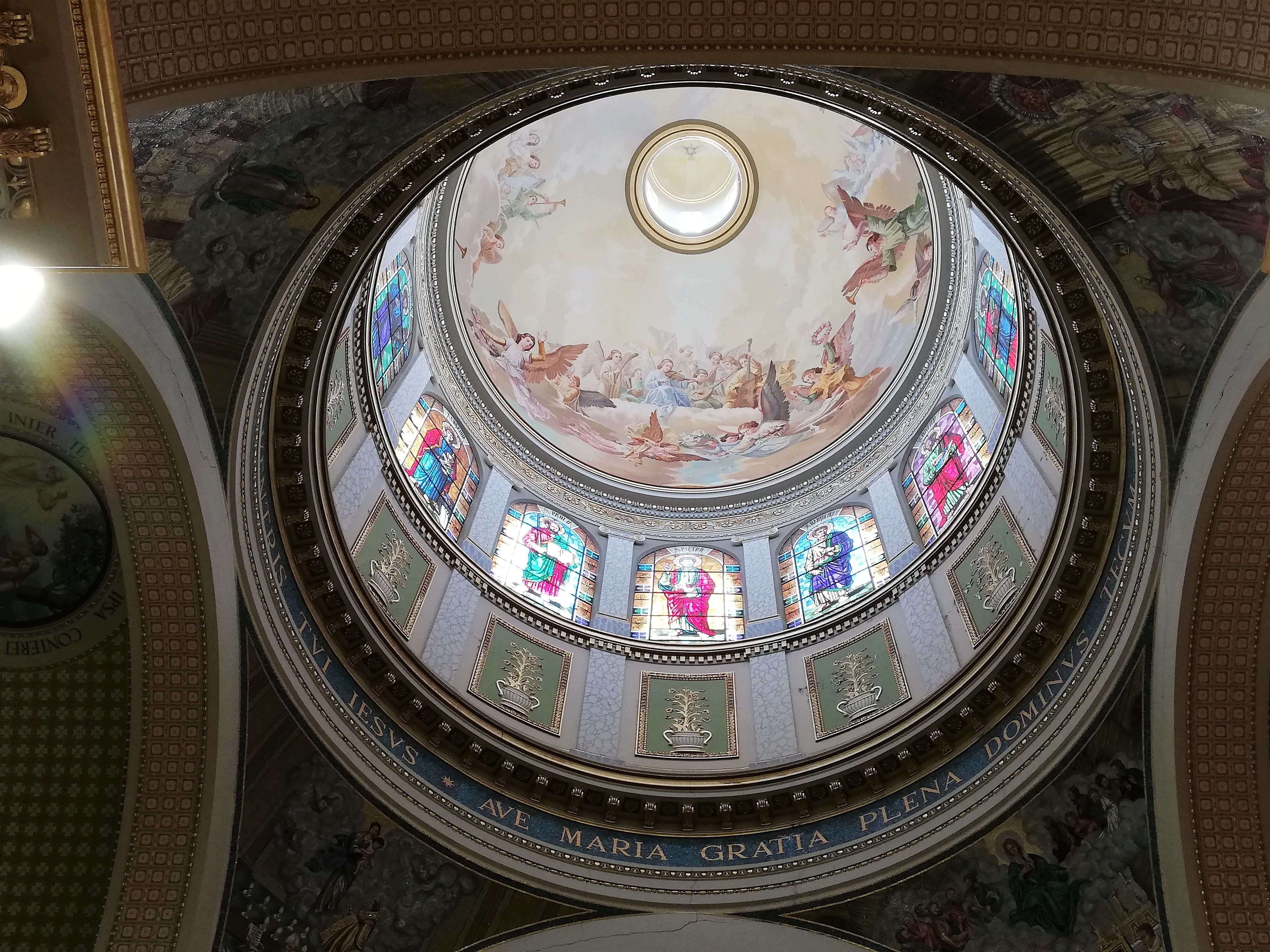
Affreschi cupola.

- Volta e nicchia contenente la statua marmorea raffigurante Gesù battezzato da San Giovanni Battista nel fiume Giordano.
- Cappella del Coro: coro e cenotafio.

È stato ripristinato come il primitivo altare meridionale lato catena peloritana - nebroidea con sguardo volto idealmente sul mar Tirreno.
Entrambi i santuari vantano il titolo di «chiese liberiane», appellativo che affonda le sue origini nei primi secoli della Chiesa ed è strettamente legato al sorgere della basilica di Santa Maria Maggiore in Roma considerata il più antico santuario mariano d'Occidente. Precisamente al IV secolo, sotto il pontificato di papa Liberio. Questa è la tradizione, anche se non comprovata da nessun documento; le chiese sotto il medesimo titolo sono dette "liberiane" dal nome del pontefice, dal popolo sono chiamate familiarmente ad Nives, della Neve.
Testo epigrafe attestante il titolo di santuario liberiano.

## Santuario moderno
Il 22 gennaio 1943 le strutture del santuario furono requisite dal Regio Esercito Italiano per essere in seguito occupate dai soldati inglesi, i quali vi installarono un ospedale militare.
- 1953 - 1977, il santuario esistente è diventato insufficiente ad accogliere i pellegrini. È individuata la soluzione più idonea per la nuova costruzione senza compromettere l'esistenza dell'antica chiesetta.
- 1957 8 dicembre, posa della prima pietra proveniente dagli scavi archeologici e benedetta da papa Pio XII il 30 dicembre 1956.
- 1975 6 settembre, monsignor Giuseppe Pullano benedice l'interno del nuovo santuario, l'icona della Madonna è portata nel nuovo tempio e collocata sul monumentale altare.
- 1979 1º maggio, consacrazione e dedicazione del nuovo santuario da parte del cardinale Salvatore Pappalardo, assistito dal vescovo di Patti Carmelo Ferraro.
- 2018 30 luglio, con decreto della Congregazione per il Culto divino e la disciplina dei Sacramenti n. 297/18, il Santuario è elevato a Basilica minore (la notizia è stata resa nota l'8 settembre dello stesso anno, in occasione dei tradizionali solenni festeggiamenti).

Il santuario ha pianta a sviluppo basilicale, a croce latina, a tre navate, con transetto quadrato e abside semicircolare. La chiesa è lunga 64 metri e larga 24. Il basamento è in marmo di billiemi, le falde della copertura sono rivestite di ceramiche azzurre. Sul fianco settentrionale, adiacente alla navata sinistra, è costruito un loggiato lungo 76 metri e largo 8, che permette di ammirare il panorama dei laghetti di Marinello. Sotto il loggiato è ricavato un ampio locale che, collegato alla cripta, forma la penitenzieria del santuario.

### Facciata
La facciata con la parte centrale costituita da un corpo avanzato si innalza sulla piazza antistante rivolta a occidente, la sopraelevazione costituisce lo sviluppo della torre campanaria. Le porte sono in bronzo, ai lati del portone centrale sono collocate, in apposite nicchie, le statue raffiguranti San Pietro e San Paolo.
L'accesso al santuario è garantito da un atrio decorato da vetrate istoriate, in esse sono raffigurate le figure allegoriche delle virtù cardinali:  Prudenza, Giustizia, Fortezza, Temperanza.
Le virtù teologali sono riprodotte sui varchi d'accesso: Fede entrata sinistra, Carità varco centrale, Speranza ingresso destro.

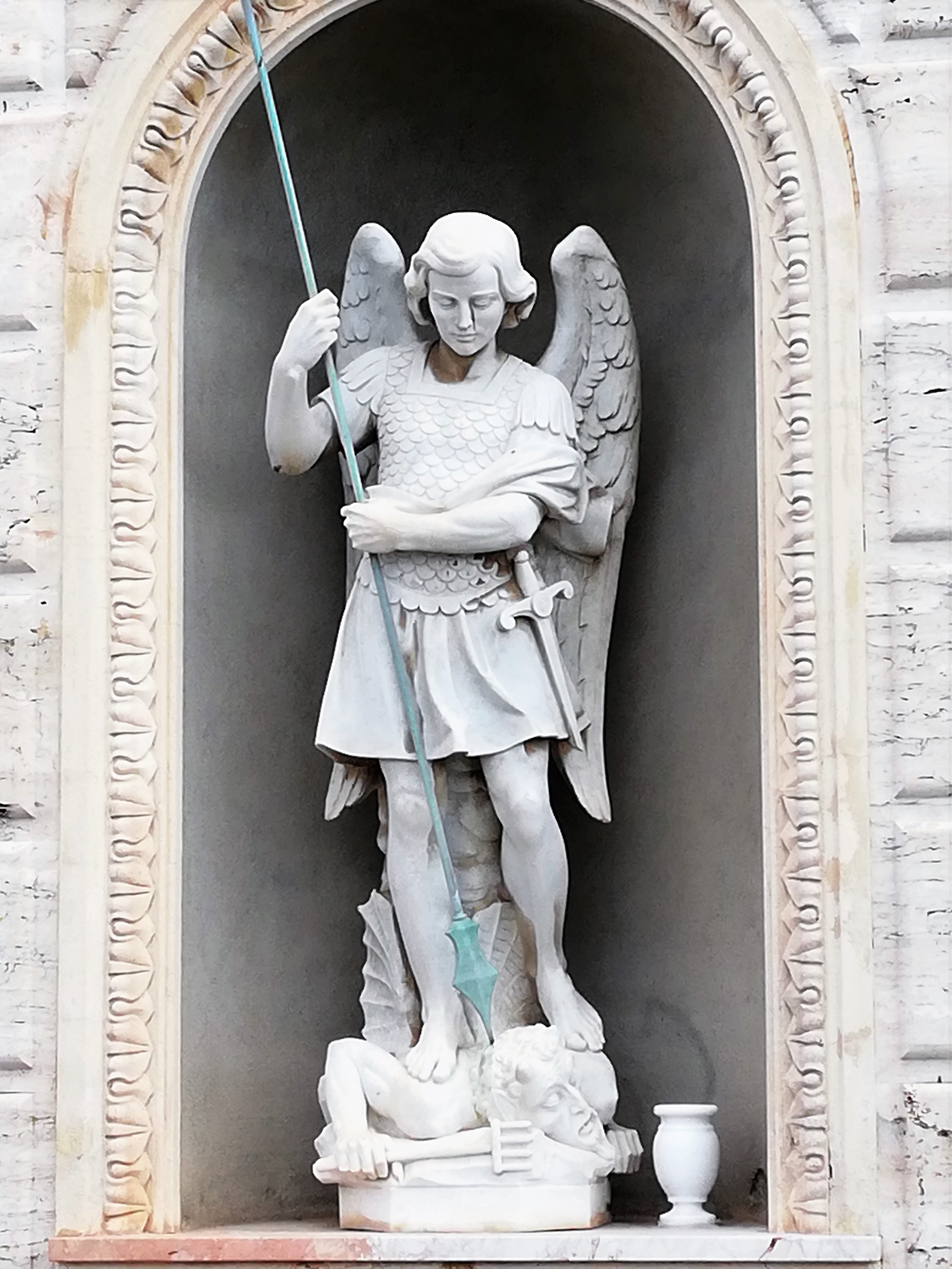
San Michele Arcangelo

### Organo
Nella tribuna interna ricavata in prossimità dell'atrio è installato un grande organo a canne della ditta Fratelli Ruffatti di Padova.

### Navata centrale
La navata centrale è delimitata da colonne ottagonali con basi di marmo bianco, sulla volta è incollata una tela di 75 m² raffigurante Il trionfo della Madonna opera del pittore Fausto Conti. Ai vertici della volta della navata centrale angeli sorreggono dei cartigli con le frasi salienti tratte dal cantico del Magnificat: MAGNIFICAT ANIMA MEA DOMINUM - BEATAM ME DICENT OMNES GENERATIONES - QVIA FECIT MIHI MAGNA, QVI POTENS EST - ....
Dello stesso autore l'affresco della cupola. Sulle pareti esterne delle campate delle navate laterali, realizzati in grandi mosaici su cartoni del pittore romano Fausto Conti, sono rappresentati i  Misteri del Rosario. Il tondo mosaico dell'arcata d'ingresso raffigura  San Michele Arcangelo. Nelle vetrate è raffigurata l'allegoria della Carità attorniata da schiere d'angeli.
Trabeazione:
| Trabeazione transetto sinistro | Trabeazione pilastri navata centrale sinistra                                | Trabeazione pilastri navata centrale destra                                  | Trabeazione transetto destro |
| ------------------------------ | ---------------------------------------------------------------------------- | ---------------------------------------------------------------------------- | ---------------------------- |
| Sant'Antonio di Padova         | San Francesco d'Assisi                                                       | San Francesco di Paola                                                       | San Domenico Savio           |
|                                | Concilio di Efeso (Mater Dei) Pennacchio cupola                              | Concilio Vaticano II (Mater Ecclesia) Pennacchio cupola                      |                              |
|                                | Proclamazione dogma Assunzione di Maria Pennacchio cupola ASSVMPTA IN COELVM | Proclamazione dogma Immacolata Concezione Pennacchio cupola VIRGO IMMACVLATA |                              |
| Suor Teresa del Bambin Gesù    | Santa Maria Goretti Cartiglio CAUSE NOSTRAE LAETITIAE                        | Santa Teresa d'Avila Cartiglio IANUA COELI                                   | Suor Maria ?                 |
|                                | Papa Pio V                                                                   | Papa Pio X                                                                   |                              |
|                                | Sant'Alfonso Maria de' Liguori                                               | San Giuseppe Benedetto Cottolengo                                            |                              |
|                                | San Filippo                                                                  | Giovanni Maria Vianney - Curato d'Ars                                        |                              |
|                                | San Luigi Gonzaga                                                            | San Luigi Maria Grignon De Monfort                                           |                              |
|                                | Santa Caterina di Siena                                                      | San Giovanni Bosco                                                           |                              |
|                                | San Domenico di Guzmán                                                       | San Gabriele dell'Addolorata                                                 |                              |
|                                | San Bernardo di Chiaravalle                                                  | Santa Bernadette Soubirous Vergine                                           |                              |

### Navata destra
| Ordine          | Episodio                                  | Mistero          | Simbolo spiovente navata                                  |
| --------------- | ----------------------------------------- | ---------------- | --------------------------------------------------------- |
| Prima campata   | "Coronazione di spine"                    | Mistero doloroso | Corona di Spine, corda, canna - scettro                   |
| Seconda campata | "Salita di Gesù al Calvario"              | Mistero doloroso | Agnello sacrificale, croce reclinata e palma del martirio |
| Terza campata   | "Crocifissione e morte di Gesù"           | Mistero doloroso | Mani chiodate                                             |
| Quarta campata  | "Resurrezione di Gesù"                    | Mistero glorioso |                                                           |
| Quinta campata  | "Ascensione di Gesù al cielo"             | Mistero glorioso | JHS o Cristogramma fra putti                              |
| Sesta campata   | "Discesa dello Spirito Santo"             | Mistero glorioso | Paraclito o Colomba dello Spirito Santo e fiammelle       |
| Settima campata | "Assunzione di Maria Santissima al cielo" | Mistero glorioso | Tiara o corona                                            |

### Navata sinistra
| Ordine          | Episodio                                     | Mistero          | Simbolo spiovente navata    |
| --------------- | -------------------------------------------- | ---------------- | --------------------------- |
| Prima campata   | "Flagellazione di Gesù alla colonna"         | Mistero doloroso | Colonna della flagellazione |
| Seconda campata | "Agonia di Gesù nel getsemani"               | Mistero doloroso | Calice                      |
| Terza campata   | "Ritrovamento di Gesù nel tempio"            | Mistero gaudioso | Tempio e Sacre Scritture    |
| Quarta campata  | "Presentazione di Gesù al tempio"            | Mistero gaudioso |                             |
| Quinta campata  | "Nascita di Gesù a Betlemme"                 | Mistero gaudioso |                             |
| Sesta campata   | "Visita di Maria Vergine a santa Elisabetta" | Mistero gaudioso |                             |
| Settima campata | "Annunciazione dell'Angelo a Maria"          | Mistero gaudioso |                             |

### Altare

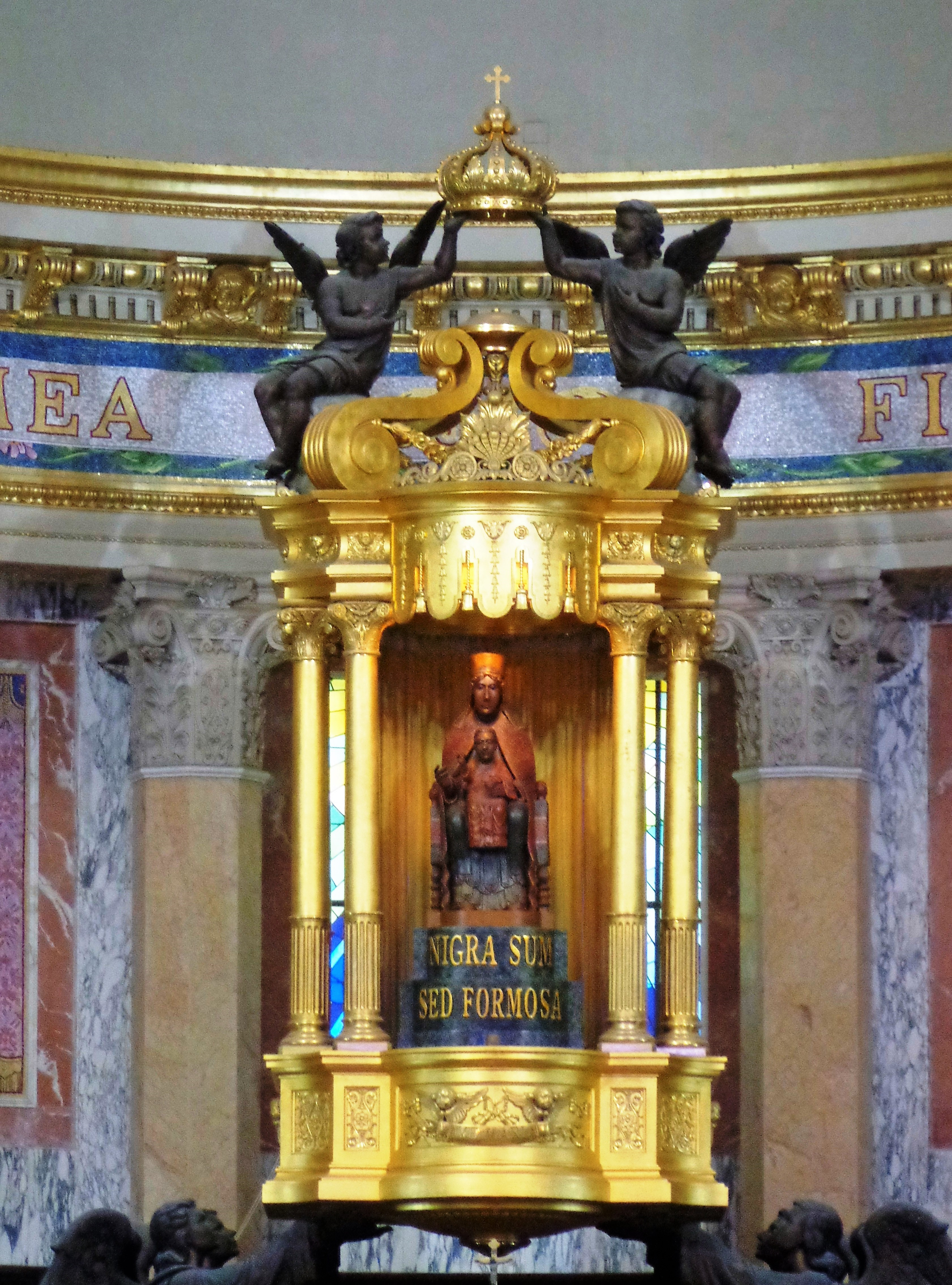
La bussola.

Il grande altare al centro del transetto, poggia su stipiti di marmo giallo, sotto la mensa è posta una scultura in marmo bianco raffigurante l'Ultima Cena. Sotto la cupola troneggia il dinamico e artistico altare su cui è collocata l'immagine della Madonna del Tindari in trono. Collocati su basi di bronzo raffiguranti nuvole, si ergono quattro maestosi angeli bronzei in posizione eretta con mani protese, sorreggono una bussola in cristallo contenente il simulacro della Madonna.
Un'altra coppia in posizione più avanzata regge il tabernacolo, l'angelo di destra è genuflesso.
Dietro il colonnato dell'abside, costituito da un ampio emiciclo, le cui pareti sono decorate da mosaici (realizzati dalla scuola del mosaico di Montepulciano su cartoni del pittore Fausto Conti) raffiguranti i momenti più salienti della storia del santuario:
- Naufragio dell'imbarcazione e il recupero dell'icona, evento documentato nel IX secolo.
- Intronizzazione della statua nel primitivo tempio pagano.
- Statua della Madonna indenne dopo l'assalto dei pirati, episodio del 1544.
- Consegna delle chiavi da parte dei giurati della città di Patti, evento del 1669.
- Incoronazione della Vergine, una delle tre incoronazioni documentate nel 1886, nel 1901 e nel 1940.
- Processione nella diocesi.

## Feste religiose
- 8 settembre, Festa della Madonna del Tindari processione del simulacro, funzione già documentata.[10]

## Accessi
Per chi proviene in auto è consigliabile uscire al casello autostradale di  Falcone ,  lungo l'Autostrada Messina-Palermo percorrendo la  in direzione Palermo. 
Tindari con il suo Santuario sono altresì raggiungibili in treno per la comoda vicinanza della stazione ferroviaria di Oliveri-Tindari al sentiero della Coda di Volpe posta a soli 800 metri.